# Fokker G.I
Die niederländische Fokker G.I war ein zweimotoriges Jagdflugzeug des Zweiten Weltkrieges. Ungewöhnlich war ihre unkonventionelle Auslegung mit doppelten Seitenleitwerk an zwei Leitwerksträgern und zentraler Rumpfgondel.

## Geschichte
Die G.I wurde als freitragender Mitteldecker in Holz/Metall Gemischtbauweise konstruiert. Die Haupträder fuhren in die Motorgondeln ein. Die beiden Seitenleitwerke waren durch das Höhenleitwerk miteinander verbunden. Die großzügig verglaste Besatzungsgondel ermöglichte eine gute Rundumsicht.
1936 wurde der Prototyp auf dem Pariser Aérosalon der Öffentlichkeit vorgestellt. Die Flugerprobung begann mit dem Erstflug am 16. März 1937. Als Antrieb dienten zwei Sternmotoren Hispano-Suiza 80-02. Die Flugleistungen waren gut, die Triebwerke jedoch sehr störanfällig, so dass sie durch zwei Pratt & Whitney SB-4G ersetzt wurden. Nach einem Schaufliegen am Jahresende erging von der niederländischen Luftwaffe ein Serienauftrag über 36 G.IA mit Bristol-Mercury-VIII-Antrieben. Ursprünglich sollte die G.I mit zwei Maschinenkanonen, zwei 7,9-mm-Maschinengewehren und einem beweglichen, nach rückwärts feuernden MG bewaffnet werden. Die Serienmaschinen erhielten dann jedoch acht starre und ein bewegliches Maschinengewehr 7,9 mm.
Bedingt durch Lieferengpässe der Triebwerke wurde die erste Maschine erst am 10. Juli 1939 an die Armee ausgeliefert. Bei Kriegsbeginn am 10. Mai 1940 befanden sich nur 23 G.IA im Truppendienst. Sie konnten einige Erfolge gegen die deutsche Luftwaffe, insbesondere gegen Ju 52 verbuchen. Fast alle wurden jedoch bei den Kampfhandlungen in der Luft oder am Boden zerstört.
Die Präsentation in Paris 1936 hatte einige Exportaufträge nach sich gezogen. Finnland bestellte 26, Schweden 18, das republikanische Spanien zwölf und Estland neun Stück der Exportversion G.IB. Ungarn und Dänemark handelten eine Lizenzproduktion aus. Die Lieferung an Spanien kam wegen des Waffenembargos nicht zustande. Von den für Finnland bestimmten Flugzeugen konnten zwölf bis zum deutschen Angriff fertiggestellt werden, die jedoch nicht bewaffnet waren, da die USA wegen des Waffenembargos die Lieferung der MGs verweigert hatte. Sie wurden zusammen mit den für Dänemark produzierten Maschinen von der Luftwaffe übernommen, probegeflogen und als Jagdflugzeugtrainer verwendet. Der niederländischen Besatzung einer G.IB gelang während eines Demonstrationsfluges am 5. Mai 1941 die Flucht nach Großbritannien, wo ihr Flugzeug in Farnborough ebenfalls Tests unterzogen wurde.
Die genaue Zahl aller gebauten G.I ist nicht bekannt, sie dürfte zwischen 62 und 75 liegen. Ein originalgetreuer Nachbau einer G.IA ist im Militaire Luchtvaart Museum in Soesterberg zu besichtigen (Siehe Fotos).

## Technische Daten

Dreiseitenriss

| Kenngröße             | Daten (Fokker G.IA)                                                            |
| --------------------- | ------------------------------------------------------------------------------ |
| Besatzung             | 2–3                                                                            |
| Länge                 | 11,50 m                                                                        |
| Flügelspannweite      | 17,14 m                                                                        |
| Höhe                  | 3,40 m                                                                         |
| Flügelfläche          | 38,30 m²                                                                       |
| Leermasse             | 3323 kg                                                                        |
| Startmasse            | maximal 4790 kg                                                                |
| Antrieb               | zwei luftgekühlte Neunzylinder-Sternmotoren Bristol Mercury VIII               |
| Leistung              | je 618 kW (840 PS)                                                             |
| Höchstgeschwindigkeit | 475 km/h in 2750 m Höhe                                                        |
| Marschgeschwindigkeit | 355 km/h in 2750 m Höhe                                                        |
| Steigzeit             | 8 min auf 5000 m Höhe 8,9 min auf 7000 m Höhe                                  |
| Dienstgipfelhöhe      | 9300 m                                                                         |
| Reichweite            | 1400 km                                                                        |
| Bewaffnung            | acht starre 7,9-mm-MG im Rumpfbug ein bewegliches 7,9-mm-MG im Rumpfgondelheck |

## Einsatzländer
- Niederlande
- Deutsches Reich
- Vereinigtes Königreich (nur Tests)

Nicht realisierte Produktionsaufträge:
- Dänemark (Produktionslizenz)
- Estland (9 Maschinen)
- Finnland (26 Maschinen)
- Schweden (18 Maschinen)
- Spanien (12 Maschinen)
- Ungarn (Produktionslizenz)

## Galerie

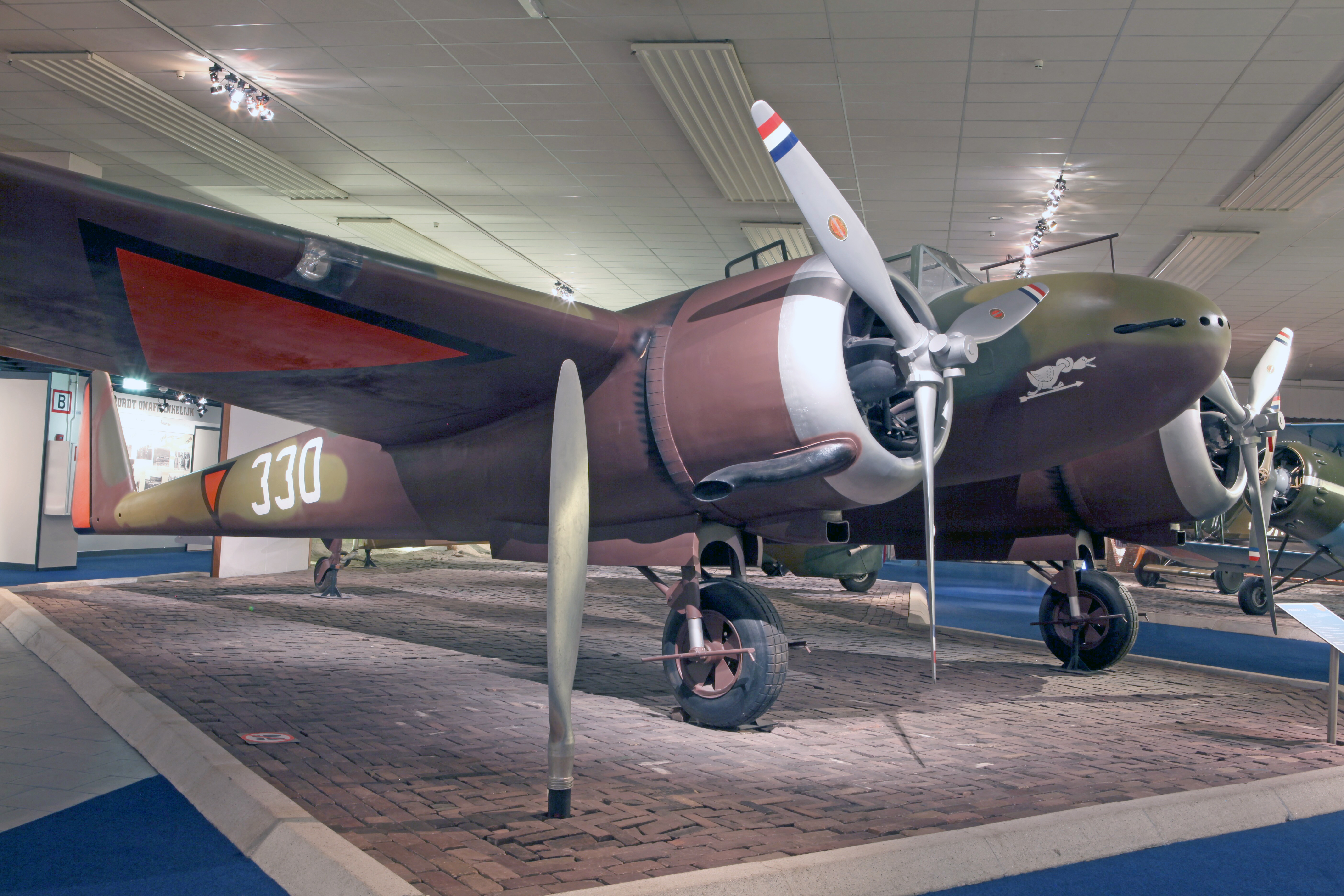
Replica der Fokker G.IA in Soesterberg
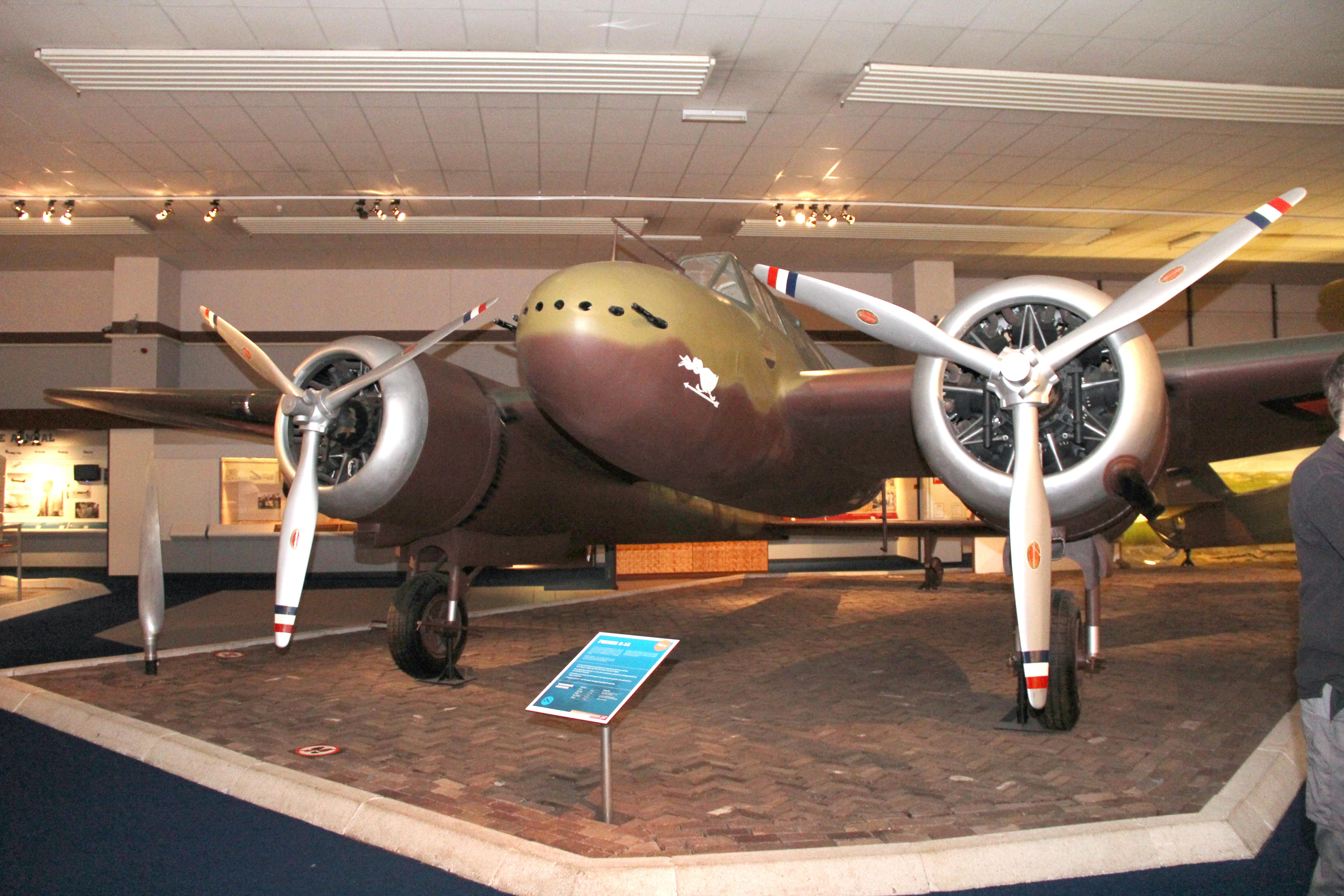
Fokker G.IA von vorn
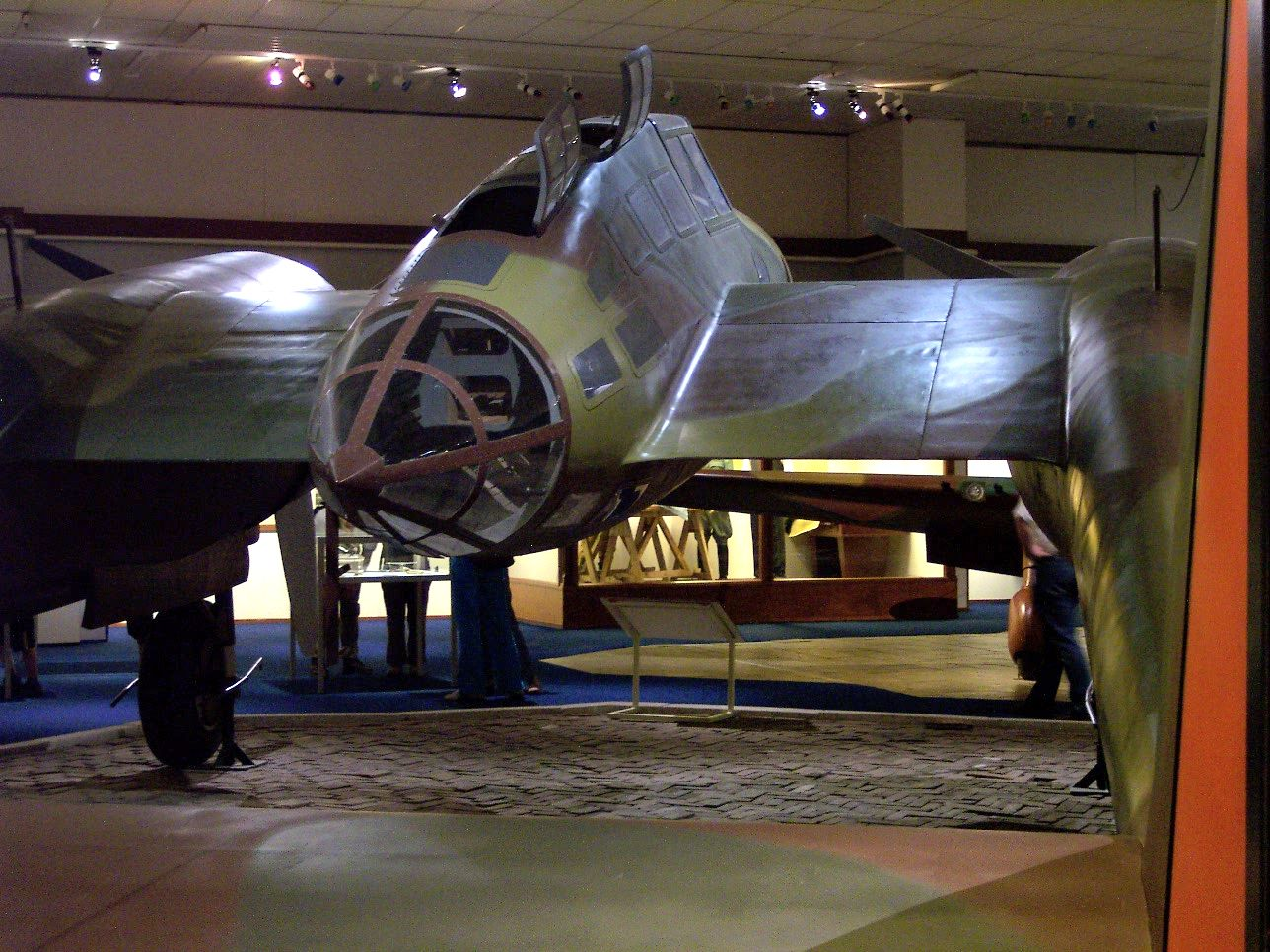
Der Rumpf im Detail